# 松阪電気
松阪電気株式会社（まつさかでんきかぶしきがいしゃ）は、明治末期から大正にかけて存在した日本の電力会社である。三重県下で営業した主要事業者の一つで、松阪市を中心とする中勢地方南部への電気供給を担った。
1903年（明治36年）設立、1906年（明治39年）に現在の松阪市を供給区域として開業した。設立から1921年（大正10年）までは松阪水力電気株式会社（まつさかすいりょくでんき）、同年以降は松阪電気と称する。1922年（大正11年）に三重県下主要事業者の統合に伴って三重合同電気（後の合同電気）へと合併された。
最終的な供給区域は松阪市域を中心に三重県内に限られていたが、1910年代半ばには現在の静岡県掛川市および富山県氷見市にも支社を構え供給にあたっていた。

## 沿革

### 設立と開業

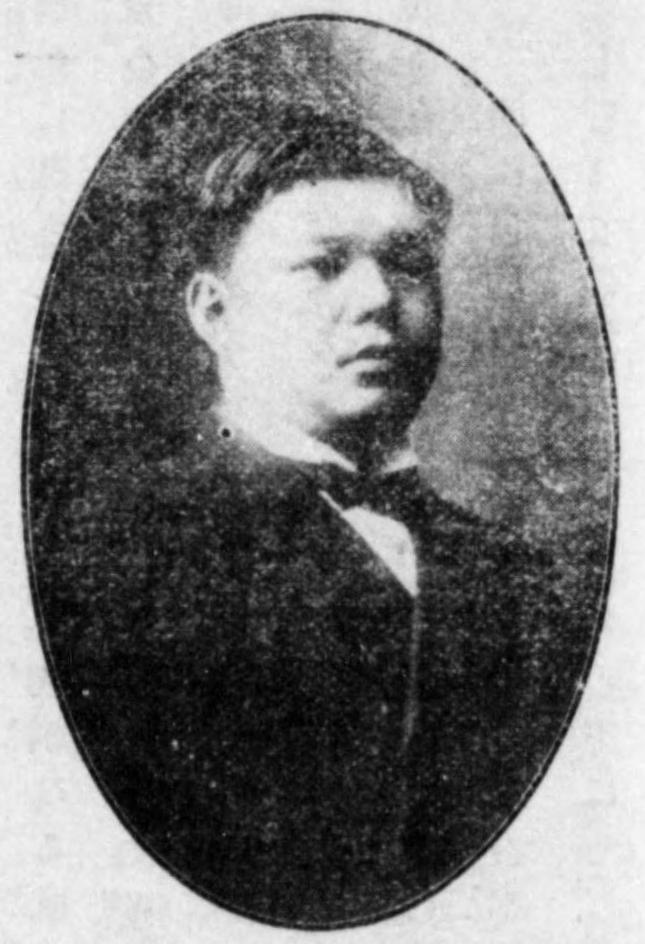
社長を務めた才賀藤吉

三重県における電気事業の歴史は1897年（明治30年）に始まった。この年、津に津電灯、宇治山田（現・伊勢市）に宮川電気（後の伊勢電気鉄道）、四日市に四日市電灯（後の北勢電気）がそれぞれ開業したことによる。この3社はいずれも開業時点では火力発電を電源としていた。
この3都市に続いて飯南郡松阪町（1933年松阪市となる）でも電気事業の計画が起こり、1897年11月に「松阪水力電気株式会社」の設立発起がなされた。発起人は松阪在住の後藤友之助（印度藍商）・森島平五郎（糸綿商）・徳力嘉蔵（洋物商）・長崎精一・鈴木次左衛門（薬種商）・古川伊兵衛（小間物商）・浜地仁三郎（筆紙墨商）・安保庸三（遊廓「金波楼」の主人・洋物商）・谷口源八（煙草製造業）の9名からなる。松阪での電気事業計画は水力発電によるものであったが、水力発電の認知度が低いという時代背景もあって起業に向けた動きは難航を極めた。発起人は株式募集や水源地元との用地交渉、水利組合・林業組合との折衝に奔走し苦労を重ねたという。1902年（明治35年）10月、櫛田川下流の水利組合との間に発電所建設に関する合意が成立する。翌1903年（明治36年）5月には逓信省から電気事業経営許可を得た。
不況の影響で難航を極めた株式募集については、最終的に才賀藤吉の参画によって大きく前進した。才賀は「才賀電機商会」の名で電機販売・工事請負業を営む実業家であり、当時、松阪に先立って伊予水力電気（愛媛県・1903年1月開業）の設立と工事に携わっていた。才賀が株式の大部分を引き受けた結果、株式の払込が完了し、1903年12月25日、松阪町内で松阪水力電気の創立総会が開かれるに至った。設立時の資本金は13万5000円。取締役には発起人から後藤・森島・徳力・長崎・鈴木・浜地・安保の7名が選ばれ、その中から後藤が社長、安保が専務にそれぞれ就任した。
才賀藤吉が関係した電力会社では、才賀自身が工事の設計・施工から機械の注文・設置に至るまでの一切を取り仕切るのが常であった。松阪水力電気においても同様で、発電所工事や送電線・配電線工事、屋内設備工事、さらには本社建設など、一切の工事を才賀電機商会が請け負っている。これらの工事は1904年（明治37年）6月より順次着手され、2年後の1906年（明治39年）10月には竣工に至る。検査を経て10月7日付で逓信省より設備の使用認可が下りた。開業は10月11日付で、11月4日には松阪町公園（松坂城址）にて開業式が挙行された。開業当初の電源は鍬形発電所（出力270キロワット）といい、多気郡津田村（現・多気町）を流れる櫛田川に立地。松阪町内の白粉町にある本社構内には配電所が置かれ、ここから町内各地と周辺4か村（鈴止村・松江村・神戸村・花岡村）の各一部に配電線が架けられた。開業当初、12月末時点での供給成績は電灯1764灯、電動機2台・12.5馬力（9キロワット）であった。
1907年（明治40年）1月、開業後初めての株主総会にて才賀藤吉が取締役に加えられ、互選により才賀を社長、安保庸三を専務とする新体制が発足した。

### 事業拡大と県外進出
開業以来の熱心な宣伝・募集活動の結果、供給成績は短期間で拡大をみたが、他方で資金不足に陥ったため、松阪水力電気では1909年（明治42年）1月の株主総会にて第1回の増資を決議した。増資額は11万5000円で、増資後の資本金は25万円である。増資を挟む1909年上期に電灯数は5000灯を越えている。
続いて1910年（明治43年）10月、第2回増資として50万円への増資を決議し、あわせて静岡県小笠郡掛川町（現・掛川市）の遠江電気株式会社および富山県氷見郡氷見町（現・氷見市）の氷見電気株式会社からの事業買収を決議した。遠江電気・氷見電気ともに才賀藤吉が社長を兼ねる会社である。翌1911年（明治44年）3月に譲受手続きを完了し、松阪水力電気では掛川町に遠江支社を、氷見町には氷見支社をそれぞれ設置し、同年7月より両支社の営業を開始した。これらの支社における事業の推移は、下記「支社事業の推移」にて詳述する。
一方松阪地域でも動きがあり、1911年10月より櫛田川沿いの飯南郡射和村（現・松阪市）・多気郡相可村（現・多気町）への配電を開始し、供給町村を開業以来初めて増やした。以後、供給区域の拡大が続き、1912年（明治45年）上期からは発電所のある多気郡津田村や飯南郡の北隣にあたる一志郡側にも進出、1914年（大正3年）下期に北は雲出川沿いの一志郡小野江村（後の三雲町、現・松阪市）に到達した。東側は1915年（大正4年）8月に多気郡大淀村（現・明和町）・度会郡北浜村（現・伊勢市）での供給を開始している。1915年下期に松阪地域の電灯数は1万灯を超え、11月末時点では1万902灯を数えた。
電灯供給増加の一方、動力用電力供給については1911年下期に200馬力を超えていたものが、1915年11月末時点では177.5馬力（132キロワット）に縮小している。大口需要家として木綿製織の松阪木綿合資会社があり、同社では1910年の新力織機導入に際して石油発動機を廃し50馬力の電動機を運転したが、1912年になって自家発電設備を用意して松阪水力電気からの受電を停止した。
この時期、電灯供給部門では発光部（「フィラメント」という）に金属線を用いる金属線電球の普及がみられた。金属線電球は発光部に炭素線を用いる旧来の炭素線電球に比べて著しく高効率・長寿命の白熱電球であり、タングステン線を用いる場合には炭素線電球に比して約3分の1の消費電力で済むという特徴を持つ。逓信省の資料によると、松阪水力電気の場合まだ限られた事業者しか金属線電球を採用していなかった1911年11月末時点ですでに取付電灯の1割以上（松阪地域）を金属線電球が占めた。4年後、1915年11月末時点では炭素線電球が全体の4分の1まで減っている。金属線電球による節電の一方で2か所目の発電所建設も行われた。これは遠江支社にあったガス力（内燃力）発電所が受電転換により不要になったため松阪地域へと移設したもので、1914年（大正3年）3月に出力75キロワットの新道発電所として完成をみた。

### 県内回帰
松阪水力電気社長を務める才賀藤吉は、他にも北海道から沖縄県に至る日本各地で多数の電気事業や鉄道事業に関係していたが、事業拡大を急ぐあまり資金繰りは常に不安定で、1912年（大正元年）9月ついに行き詰まり破産してしまった。才賀系事業を救済すべく才賀に対する債権を資本に振り替える形で日本興業株式会社なる整理会社が立ち上げられたが、1914年に主宰者岩下清周が本拠北浜銀行の休業で失脚しその余波で同社も行き詰った。このような才賀の没落により、松阪水力電気の経営は地元経営者の手に渡った。才賀の松阪水力電気取締役辞任は1915年7月28日付である（才賀は翌日死去）。才賀の取締役社長在任中にあたる1915年5月末時点では日本興業が全1万株のうち1698株を持つ筆頭株主であったが、同年11月末時点では同社は株主から消えて筆頭株主は安保庸三（955株保有）に代わっている。安保は下期中に社長に就いた。
才賀撤退後の松阪水力電気は三重県外の事業を順次撤収していった。まず1916年（大正5年）7月、松阪水力電気では臨時株主総会を開いて保有する七尾電気株式会社株式の売却を決議した。この七尾電気（後の能登電気）も才賀系電力会社の一つで、才賀を社長として1910年3月に石川県鹿島郡七尾町（現・七尾市）に設立されていた。次いで1918年（大正7年）6月、定時株主総会にて氷見支社の事業を14万円で氷見電気株式会社（2代）へと譲渡する旨を決議し、さらに同年8月には臨時株主総会を開いて遠江支社の事業を27万5000円にて日本電力株式会社（1919年設立の大手電力会社日本電力とは別）へと譲渡する旨を決議した。逓信省からの事業認可は氷見支社分が9月19日付、遠江支社分が10月15日付で下りている。
支社事業を手放した直後、1918年11月末時点での供給成績は電灯数2万709灯・動力用電力供給254.5馬力（190キロワット）であった。旧式の炭素線電球は前年には全廃していたが、大戦景気期の灯油・燃料価格高騰で電灯・電力とも需要が増加し、この頃になると供給余力がなく需要家の申込みに応じきれない状態に陥った。そこで第三発電所の建設を進め、1919年（大正8年）2月にこれを完成させた。第三発電所は既設新道発電所と同規模（出力75キロワット）のガス力発電所である。続いて1919年3月櫛田川に追加で水利権を得たが、発電所完成までに時間を要するため応急措置として出力500キロワットの火力発電所を多気郡相可村に建設すると決定し、翌1920年（大正9年）10月、蒸気タービンを備える相可発電所を完成させた。
この時期にも松阪地域での供給区域拡大は続いた。櫛田川上流の山間部では、1916年下期に飯南郡柿野村（後の飯南町、現・松阪市）での供給を開始。1919年上期には同郡粥見村（同）・宮前村（後の飯高町、現・松阪市）に到達した。平野部では1919年11月より宇治山田市に近い度会郡田丸町（現・玉城町）で供給を始め、翌1920年11月には宮川沿いの同郡小俣村（後の小俣町、現・伊勢市）でも開業する。宮川上流山間部にも進出して1921年（大正10年）下期に三瀬谷村（現・大台町）や滝原村（現・大紀町）で開業している。
供給成績は第三発電所が完成した1919年以降急伸しており、同年下期に電灯数が3万灯を突破、1921年下期には5万灯に到達した。下期末（11月末）時点での供給成績は電灯需要家2万8313戸・電灯数5万872灯、電動機数105台・動力用電力供給373.0馬力（約278キロワット）であり、3年前に比して電灯数は約2.5倍もの増加をみている。経営面ではこの間の1919年12月に150万円の増資を決議し、資本金を4倍増の200万円とした。ただし供給成績の伸長に対して水力発電所建設費負担と火力発電費（石炭費）の増加から業績はやや悪化し、1920年下期から配当は減配（年率14パーセントから12パーセントへ）となった。翌1921年6月21日の株主総会では、社名から「水力」を外した「松阪電気株式会社」への改称が決議された。この社名変更は火力発電設備の増加に伴う。また同年内に、松阪町白粉町に鉄筋コンクリート造2階建ての新社屋が完成した。

### 三重合同電気の設立

三重県下の主要電気事業者供給区域図（1921年）。黄緑色の部分が松阪電気の供給区域

松阪電気が勢力を拡大する一方で、三重県全体を見渡すと四日市の北勢電気を筆頭に津の津電灯、宇治山田の伊勢電気鉄道、伊賀上野の巌倉水電の計4社も勢力を伸ばしていたが、各社それぞれ独自の経営に追われており総合的な電力供給は見込めない状態が続いていた。そうした状況を打開すべく、全国的な電気事業者合同の機運に乗じて三重県知事山脇春樹の主唱による県内電気事業の統一すなわち上記5社合同の試みが現れる。山脇の主張は、資本を単一事業者に集約することで供給力の充実と供給料金の低下を図り、最終的には県内における電源開発だけでの県内需要充足を目指す、というものであった。山脇の勧告に応じた各社代表による協議の末、津電灯・松阪電気・伊勢電気鉄道の3社のみで合併するという形で合意がなり、新設合併によって新会社を設立する旨の合併契約締結に至る。1921年11月27日、3社がそれぞれ開いた臨時株主総会にてこの合併契約は可決された。
3社合併は1922年（大正11年）2月2日付で逓信省から認可があり、同年5月1日、新設合併による新会社・三重合同電気株式会社（後の合同電気）が発足をみる。合併に伴い同日付で松阪電気は解散した。その後同年9月になり三重合同電気が巌倉水電を吸収したことで、三重県内主要事業者5社のうち4社の統合が完了する。他方で北勢電気のみ愛知県を地盤とする東邦電力（名古屋電灯の後身）へ吸収されたため、三重県の電気事業は東邦電力と三重合同電気の2社で南北に分割される形となった。
三重合同電気設立手続き中にあたる1922年3月、松阪電気では飯南郡茅広江村（現・多気町）を流れる櫛田川に建設中の下出江発電所（出力700キロワット）を完成させていた。ただし下出江発電所だけでは開業予定の南勢紡績（1918年10月会社設立）や新規供給区域の需要を充たすには不十分であるとして、引き続き3か所目となる水力発電所建設を計画した。だが三重合同電気設立後、中勢地方での電源開発は実現していない。前記の南勢紡績は1922年秋操業開始で、工場への電力供給は380キロワット（三重合同電気より）であった。また松阪電気が1921年上期に供給区域編入の許可を得ていた志摩地方南部（志摩郡鵜方村など）への供給については、三重合同設立後の翌1923年（大正12年）上期より順次開始された。

### 年表
- 1903年（明治36年）
  - 5月16日 - 逓信省より電気事業経営許可[8]。
  - 12月25日 - 松阪水力電気株式会社設立。資本金13万5000円、本店三重県飯南郡松阪町大字中町72番屋敷2[1]。
- 1904年（明治37年）
  - 5月16日 - 本店を飯南郡松阪町大字松阪白粉町347番地へ移転[54]。
- 1906年（明治39年）
  - 10月11日 - 開業[8]。電源は鍬形発電所（出力270キロワット）[13]。
- 1907年（明治40年）
  - 1月28日 - 才賀藤吉が社長に就任[5]。
- 1909年（明治42年）
  - 1月25日[14] - 11万5000円の増資を決議し、資本金を25万円とする[5]。
- 1910年（明治43年）
  - 10月24日[55] - 25万円の増資と遠江電気株式会社（静岡県）・氷見電気株式会社（富山県）からの事業買収を決議[5]。
- 1911年（明治44年）
  - 7月1日 - 遠江支社（静岡県）・氷見支社（富山県）の事業開始[17]。
- 1914年（大正3年）
  - 3月 - 新道発電所（出力75キロワット）竣工[25]。
- 1915年（大正4年）
  - 下期 - 安保庸三が社長に就任[19]。
- 1918年（大正7年）
  - 6月20日 - 氷見支社を氷見電気株式会社（2代目）へ事業譲渡する旨決議（9月19日逓信省より譲渡認可）[33]。
  - 8月5日 - 遠江支社を日本電力株式会社へ譲渡する旨決議（10月15日逓信省より譲渡認可）[33]。
- 1919年（大正8年）
  - 2月 - 第三発電所（出力75キロワット[36]）竣工[35]。
  - 12月23日 - 150万円の増資を決議し[39]、資本金を200万円とする[40]。
- 1920年（大正9年）
  - 10月 - 相可発電所（出力500キロワット）竣工[25]。
- 1921年（大正10年）
  - 6月21日 - 社名を松阪電気株式会社へと変更[41]。
  - 11月27日 - 津電灯・伊勢電気鉄道との合併を決議[44]。
- 1922年（大正11年）
  - 2月2日 - 逓信省より3社合併につき認可[44]。
  - 3月10日[56] - 下出江発電所（出力700キロワット）運転開始[48]。
  - 5月1日 - 上記3社合併による三重合同電気株式会社設立[44]、松阪電気は解散[2]。

## 供給区域

### 1916年時点
1916年8月末時点における松阪水力電気の電灯・電力供給区域（支社管内を除く）は以下の三重県下31町村であった。これには未開業区域も含まれる。
| 飯南郡 （1町14村） | 松阪町・鈴止村・神戸村・花岡村・松尾村・伊勢寺村・松江村・港村・西黒部村・櫛田村・漕代村・射和村・大河内村・大石村・柿野村（現・松阪市） |
| 一志郡 （8村）     | 阿坂村・松ヶ崎村・米ノ庄村・天白村・鵲村・小野江村・豊田村・中原村（現・松阪市）                                                         |
| 多気郡 （7村）     | 東黒部村（現・松阪市）、 大淀村・斎宮村・明星村（現・明和町）、 相可村・津田村・丹生村（現・多気町）                                     |
| 度会郡 （1村）     | 北浜村（現・伊勢市） |

### 1921年時点
1921年6月末時点における松阪電気の電灯・電力供給区域は以下の三重県下82町村であった。同じく未開業区域も含まれる。
| 飯南郡 （1町21村） | 郡内全町村（現・松阪市・多気町） |
| 一志郡 （8村）     | 阿坂村・松ヶ崎村・米ノ庄村・天白村・鵲村・小野江村・豊田村・中原村（現・松阪市） |
| 多気郡 （1町14村） | 東黒部村（現・松阪市）、 下御糸村・上御糸村・大淀村・斎宮村・明星村（現・明和町）、 相可町・西外城田村・佐奈村・津田村・丹生村・五ヶ谷村（現・多気町）、 川添村・三瀬谷村・荻原村（現・大台町）                                                                                                  |
| 度会郡 （1町21村） | 北浜村・豊浜村・小俣村・城田村（現・伊勢市）、 有田村（現・玉城町・伊勢市）、田丸町・東外城田村・下外城田村（現・玉城町）、 内城田村・中川村・小川郷村・一之瀬村（現・度会町）、 七保村・滝原村・柏崎村・大内山村（現・大紀町）、 島津村・吉津村・鵜倉村・中島村・南海村・穂原村（現・南伊勢町） |
| 志摩郡 （15村）    | 鵜方村・国府村・安乗村・甲賀村・神明村・立神村・志島村・畔名村・名田村・船越村・片田村・布施田村・和具村・越賀村・御座村（現・志摩市） |

ただし、会社の資料によると1921年11月末時点では上記区域のうち以下の32村が開業済み電灯・電力供給区域に含まれていない。従って同時点における開業済み区域は50町村である。
- 飯南郡川俣村・森村・波瀬村
- 多気郡荻原村
- 度会郡内城田村・中川村・小川郷村・一之瀬村・七保村・柏崎村・大内山村・島津村・吉津村・鵜倉村・中島村・南海村・穂原村
- 志摩郡全域

## 発電所
1921年6月末時点で、松阪電気は三重県内に4か所・合計出力920キロワットの発電所を運転中で、さらに出力700キロワットの未完成発電所1か所があった。これら5発電所の概要は以下の通り。

### 鍬形発電所
所在地 ： 北緯34度29分59.7秒 東経136度29分56.6秒 / 北緯34.499917度 東経136.499056度
松阪電気最初の発電所は鍬形発電所である。所在地は三重県多気郡津田村大字鍬形（現・多気町鍬形）。松阪水力電気の開業とともに1906年（明治39年）10月に発電を開始した。
櫛田川に建設された水力発電所の一つ。川を横断する堰堤を設けて4.174立方メートル毎秒を取水し、蛇行する川を短絡する形で右岸に960メートルの水路を通し10.0メートルの有効落差を得て発電するという仕組みである。出力は270キロワットで、フォイト（ドイツ）製のフランシス水車とブラウン・ボベリ（スイス）製の交流発電機各1台を備える。発生電力の周波数は50ヘルツであったが、合同電気時代の1932年（昭和7年）に60ヘルツへ変更されている。
合同電気以降は東邦電力、中部配電を経て1951年より中部電力に帰属したが、水車の暴走事故で破損し1961年（昭和36年）12月に廃止された。廃止後水利権および水路は三重県企業庁に移管され、発電所跡は農業用水供給用の沈砂池となっている。

### 下出江発電所
所在地 ： 北緯34度29分2.5秒 東経136度28分45.5秒 / 北緯34.484028度 東経136.479306度
松阪電気2番目の水力発電所は下出江発電所という。所在地は飯南郡茅広江村大字下出江（現・多気町下出江）。三重合同電気設立目前の1922年（大正11年）3月10日に運転を開始した。
鍬形発電所と同じく櫛田川の水力発電所であり、櫛田川の堰堤より4.18立方メートル毎秒を取水し、左岸に沿った約2.8キロメートルの水路で22.4メートルの有効落差を得て発電した。出力は700キロワットで、エッシャーウイス（スイス）製のフランシス水車と日立製作所製の交流発電機各1台を備える。ここでも発生電力の周波数は50ヘルツであったが、1938年（昭和13年）10月60ヘルツに変更された。
合同電気以降は、東邦電力、中部配電を経て1951年より中部電力の所属となっている。

### ガス力発電所
明治末期から大正初期にかけて、内燃力発電の一種であるガス力発電が全国的に発達した。これは、石炭・コークスなどを熱するガス発生装置と、そこで生ずるガスを吸入・燃焼し駆動するガスエンジンの2つを組み合わせた「吸入ガス機関（サクションガスエンジン）」を原動機に用いる発電方法である。三重県は電気事業者がガス力発電を多用した地域の一つで、松阪電気でも新道発電所（「第二発電所」とも）と第三発電所の2か所を運転した。発電所名は別だがどちらも飯南郡花岡村大字大黒田（現・松阪市大黒田町）に位置した。
新道発電所は1914年（大正3年）3月に運転を開始した。松阪地区の補助設備とすべく、受電切り替えによって不要となった遠江支社発電所の機械・建物一切を移設して建設されたものである。一方第三発電所は1919年（大正8年）2月に完成した。両発電所とも出力75キロワットであり、原動機として吸入ガス機関を1台持ち、イギリス製発電機を1台ずつ備える。発生電力の周波数は鍬形発電所と同様50ヘルツに設定されている。燃料にはコークス・木炭・無煙炭が用いられた。
新道発電所については三重合同電気発足直前の1922年4月に廃止された。第三発電所は三重合同電気時代の1924年6月に廃止届が出されている。

### 相可発電所
松阪電気では一般的な火力（汽力）発電所も運転した。火力発電所は相可発電所といい、櫛田川沿いの多気郡相可町大字朝長（現・多気町朝長）に位置した。下出江発電所建設期間中における需要増加に対応するとともに同発電所完成後の渇水期補給用に充てる目的から建設され、1920年（大正9年）10月に運転を開始した。
ボイラー（汽缶）はバブコック・アンド・ウィルコックス（アメリカ）製。エッシャーウイス製のツェリー式蒸気タービンと日立製作所製の交流発電機各1台を備え、出力は500キロワットであった。発生電力の周波数は他と同様の50ヘルツ。燃料には石炭（粉炭）が用いられた。
松阪電気から三重合同電気（合同電気）へと引き継がれたが、1936年（昭和11年）11月に廃止された。

### 発電所建設に伴う影響
松阪水力電気の鍬形発電所建設にあたっては、地元鍬形地区で激しい反対運動が起きたという。当時の櫛田川は流域住民にとり漁業や物資運搬を通じ生活を支える重要な河川であった。
鍬形発電所の完成後、櫛田川の漁業では発電所取水堰の上流側において鮎をはじめとする川魚の漁獲量が大幅に減少するという現象が生じた。取水堰築造により川魚の遡上が妨げられるのが原因だとして漁業関係者が会社に補償を求めた結果、1909年（明治42年）になり取水堰に簡素な魚道が設けられた。
発電所建設は林業にも影響があった。櫛田川上流には県内有数の林業地域（波瀬地区）があり、その運材は江戸時代より筏流しにより運ばれ大口港から県内外に船積みされていた。明治時代になり参宮鉄道の開通によって途中で陸揚げし相可駅（現在の多気駅）より鉄道輸送するルートが開発されたが、利用は2-3割程度で残りは変わらず櫛田川を利用していた。やがて発電所の堰堤建設により筏流しはできなくなったが、かわって「菅流」という方法がとられた。これは原木を上流からそのまま流し、堰堤前で一時貯木して魚道を一本ずつ通過させる手法である。1911年（明治44年）に松阪軽便鉄道（後の三重電気鉄道松阪線）により松阪 - 大石間に鉄道が開通し、終点の大石駅が鍬形発電所上流の櫛田川そばに設置されたが、水面から数10メートルの絶壁であり用材を引き上げることは容易ではなかった。鉄道輸送が増加するようになったのは、昭和のはじめになりクレーンが設置されて以降である。

## 支社事業の推移
前述のように、松阪水力電気は1911年（明治44年）3月に遠江電気・氷見電気の2社から事業を買収し、静岡県に遠江支社を、富山県に氷見支社をそれぞれ設置していた。

### 遠江支社
松阪水力電気遠江支社の前身、遠江電気株式会社は大阪の電機商才賀藤吉と静岡県内の有志を中心に起業された電力会社で、1910年（明治43年）10月23日、小笠郡掛川町（現・掛川市）にて創立総会が開かれて発足した。設立時の資本金は10万円で本店は掛川町内に置かれた。取締役社長は才賀藤吉が務める。逓信省からの事業許可は同年6月17日付で、吸入ガス機関による発電所を電源として掛川町その他に2000灯の電灯を供給する事業計画であった。
未開業のまま遠江電気の事業権を引き継いだ松阪水力電気では、掛川町新町区に遠江支社の電源として出力75キロワットのガス力発電所を完成させた。開業の日付は逓信省資料では1911年6月28日、会社の事業報告書では7月1日とある。開業式は7月22日に挙行された。遠江支社の事業は順調で同年末に電灯数が計画の2000灯を越えたが、翌1912年（明治45年）になると周辺事業者より電灯料金が割高であるとして料金値下げが発生する。ちょうどこの頃、日英水電が大井川の水力発電所を完成させ（1912年6月）、県西部の島田や浜松への送電を開始したことから、松阪水力電気では日英水電と交渉して同年7月同社と受電契約を交わした。受電は周智電灯（周智郡森町）と同じく日英水電袋井変電所を介してのもので、翌1913年（大正2年）11月1日より開始。電源転換が実現すると電気料金引き下げが可能となり、掛川地域では電灯普及が加速化されていった。
1918年（大正7年）8月5日、松阪水力電気は株主総会にて遠江支社の事業を27万5000円で日本電力株式会社へと譲渡すると決議し、10月15日付で逓信省から事業譲渡認可を得た。譲渡先の日本電力は旧・野田電気（1918年7月改称）で、本来は千葉県東葛飾郡野田町（現・野田市）への供給を目的として1911年6月に発足した会社だが、1918年8月に本店を野田から東京市日本橋区（現・中央区）へと移転していた。この日本電力は1919年（大正8年）3月に野田地区の事業を下野電力へと譲渡の上、翌1920年（大正9年）10月掛川地区の事業も遠江電気（2代）へと譲渡し、同年12月28日付で解散した。この遠江電気（2代）も経営期間が短く、1921年（大正10年）8月には静岡電力に合併された。

#### 供給区域
1918年8月時点における松阪水力電気遠江支社の電灯・電力供給区域は以下の通り。
- 静岡県小笠郡
  - 掛川町・西南郷村・南郷村・大池村・曽我村・和田岡村・垂木村・原谷村・西郷村・西山口村・東山口村・日坂村（現・掛川市）
  - 西方村・加茂村・六郷村・横地村（現・菊川市）
- 静岡市磐田郡
  - 久努村・笠西村（現・袋井市）

上記18町村における1918年5月末時点での供給成績は、電灯8401灯・動力用電力60.5馬力（45キロワット）であった。電灯需要家数は4257灯で、うち3分の1が掛川町内に集まる。

### 氷見支社
松阪水力電気氷見支社の前身、氷見電気株式会社は1910年11月18日付で富山県氷見郡氷見町大字湊町（現・氷見市）に設立された。資本金は5万円。才賀藤吉が取締役社長、安保庸三が専務取締役をそれぞれ務める。旧氷見電気に対する逓信省からの事業許可は1910年5月24日付、松阪水力電気への事業譲渡認可は翌1911年5月23日付である。
松阪水力電気氷見支社は1911年7月1日、氷見町のみを供給区域として開業した。氷見支社の電源は氷見町大字朝日町に設置のガス力発電所（出力75キロワット）である。1913年上期になり氷見郡加納村など氷見町外でも配電が開始された。
1918年6月20日、松阪水力電気は株主総会にて氷見支社の事業を14万円で氷見電気（2代）へと譲渡すると決議し、9月19日付で逓信省から事業譲渡認可を得た。同社は広瀬鎮之ら地元有志の出資によって起業された会社で、同年7月28日、資本金20万円をもって氷見町朝日に発足していた。氷見電気では事業継承後、富山電気（後の日本海電気）が早月川第一発電所を完成させたのを機に同社からの受電を始め、同年10月には自社発電所を廃止している。以後好業績を挙げたものの、自社電源を持たないという不利から富山電気との合併を望むようになり、1926年（大正15年）1月には合併契約を締結、同年6月1日付で同社へ吸収された。

#### 供給区域
1918年8月時点における松阪水力電気氷見支社の電灯・電力供給区域は以下の通り。
- 富山県氷見郡
  - 氷見町・窪村・加納村・上庄村・稲積村・阿尾村・藪田村（現・氷見市）

ただし1918年5月末時点で電灯供給済みの地域は稲積村までの5町村に限られる。同時点での供給実績は電灯4119灯（電力供給なし）であった。需要家数は2494戸で、うち8割近くが氷見町内に集中する。

## 人物
三重合同電気への合併前、1922年2月末時点での役員は以下の9名であった。
- 取締役 ：
  - 安保庸三 - 社長[50]。発起人の一人[5]。松阪の実業家・政治家で松阪軽便鉄道社長を兼ねる[7]。
  - 徳力嘉蔵 - 発起人の一人[5]。松阪の洋物商[89]。
  - 白塚大三郎 - 松阪の木綿商[90]、南勢紡績社長[49]。
  - 浜地仁三郎 - 発起人の一人[5]。松阪の紙商[91]。
  - 長崎精一 - 発起人の一人[5]。
  - 野上菊太郎 - 野上工業所（大阪）社長、元・才賀電機商会技師長[92]。
- 監査役 ：
  - 谷口源八 - 発起人の一人[5]。松阪で織物業を営む[93]。
  - 後藤友之助 - 発起人の一人で初代社長[5]。松阪の資産家[94]。
  - 鈴木藤兵衛 - 松阪の呉服商[95]。